# 黑暗觀光

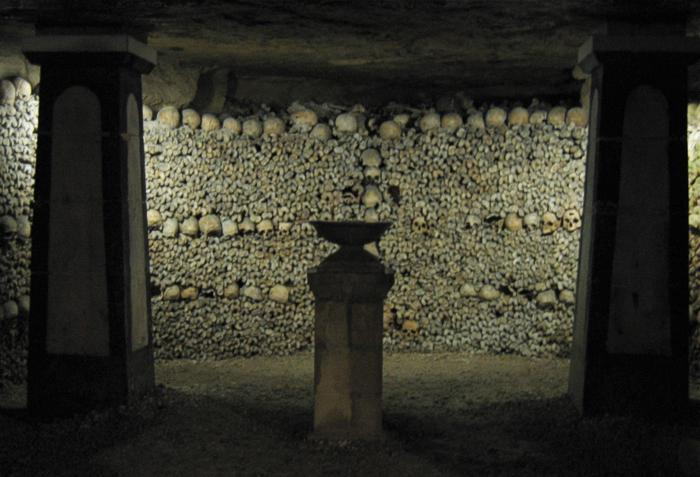
巴黎地下墓穴已成為旅遊業的熱門景點，導遊經常在隧道及墓室內舉行導覽活動及進行解說

黑暗觀光（英語：Dark tourism），又稱黑色旅遊（英語：Black tourism）或悲情旅遊（英語：Grief tourism），意指參訪的地點曾經發生過死亡、災難、邪惡、殘暴、屠殺等黑暗事件的旅遊活動。黑暗觀光的概念始於1990年代，基於對歷史的求知慾，或是不尋常事物的迷戀與追求，人們總試著在歷史的黑暗面尋找蛛絲馬跡，當傳統博物館逐漸無法滿足人們這方面的需要時，黑暗觀光便越來越受歡迎。人們能藉由參訪這類曾發生黑暗事件的地點，正確地認識並深入省思歷史上種種黑暗及悲情的一面。而這些景點吸引遊客的主要原因是它們的歷史價值，而非它們與死亡及痛苦之間的聯繫。

## 概念
人類在參觀死亡環境都有著悠久的歷史，包括在羅馬鬥獸場觀看或參與角鬥士遊戲，觀看公開處決，或是參觀地下墓穴等，但相關的學術研究在近代才開始興起。旅遊作家是第一個描述他們到這類致命地方旅遊的人。美國記者P·J·歐魯克指他曾經在1988年到華沙、馬拿瓜及貝爾法斯特旅遊，並稱此趟行程是「地獄假期」。倫敦城市大學社會學教授克里斯·羅傑克（Chris Rojek）亦在1993年談論黑點旅遊等。對於黑暗觀光的學術研究，則起源自蘇格蘭的格拉斯哥。1966年，兩名格拉斯哥卡利多尼安大學酒店、旅遊與休閒管理系的教員，馬爾科姆·弗利及J·約翰·列儂創造了「黑暗旅遊」一詞，並指其可以追溯到1815年滑鐵盧戰役時人們在馬車上觀看參戰方之間的戰鬥。然後在1996年，蘇格蘭斯特拉斯克萊德大學旅遊營銷學教授A·V·西頓亦提出了類似概念。2006年，英國中央蘭開夏大學的學者菲利普·斯通更把黑暗觀光粗分為六類：戰爭場所、浩劫場景、死亡的遺跡、奴隸制殘景、監獄舊址、以及紀念碑。
截至2014年，學術界已有很多針對黑暗觀光的定義、標籤及對其子類別的研究，如大屠殺旅遊及奴隸制遺產旅遊等。同年，有學者提出「黑暗觀光」這概念還應包括遊客訪問該景點的原因，因為僅憑景點的特質可能無法使到訪者成為「黑暗遊客」。

## 景點例子
黑暗觀光的景點主要包括墓葬，尤其是能看到遗体和遗骨而不仅为纪念性建筑，如巴勒莫嘉布遣会墓穴；戰場（美國珍珠港的美國海軍亞利桑那號戰艦紀念館及法國的諾曼第）、監獄舊址（英國安格爾西島的博馬里斯監獄、南非的羅本島及美國的阿爾卡特拉斯島）、發生自然災害或人為災害的地點（日本廣島和平紀念公園、烏克蘭的切尔诺贝利以及美國九一一襲擊事件的原爆點）。另外，相關的景點還包括曾發生人類暴行和種族滅絕的地點（波蘭的奧斯威辛集中營、中國的南京大屠殺紀念館及柬埔寨的吐斯廉屠殺博物館）、奴隸制殘景（坦桑尼亞石頭鎮的19世紀奴隸市場及加納的埃爾米納城堡），以及紀念碑（美國的越戰紀念碑及韓國的光州民主化運動紀念塔）等。
除上述的景點外，與哥倫比亞販毒組織麥德林集團的巴勃羅·埃斯科瓦爾之相關地點亦是黑暗觀光的熱門地點，而其前下屬約翰·賈羅·維拉奎茲·巴斯克茲亦有提供「毒品之旅」及模擬偷渡美國。1692年，美國馬薩諸塞州塞勒姆發生了塞勒姆審巫案，該鎮自此便被標籤為女巫鎮，但吸引了不少旅客慕名而至，而當地政府亦為配合遊客的口味而設立女巫博物館、鬼故導賞等景點。另外，北塞浦路斯的鬼城法马古斯塔、日本的「自殺勝地」青木原樹海以及端島都是熱門地點。

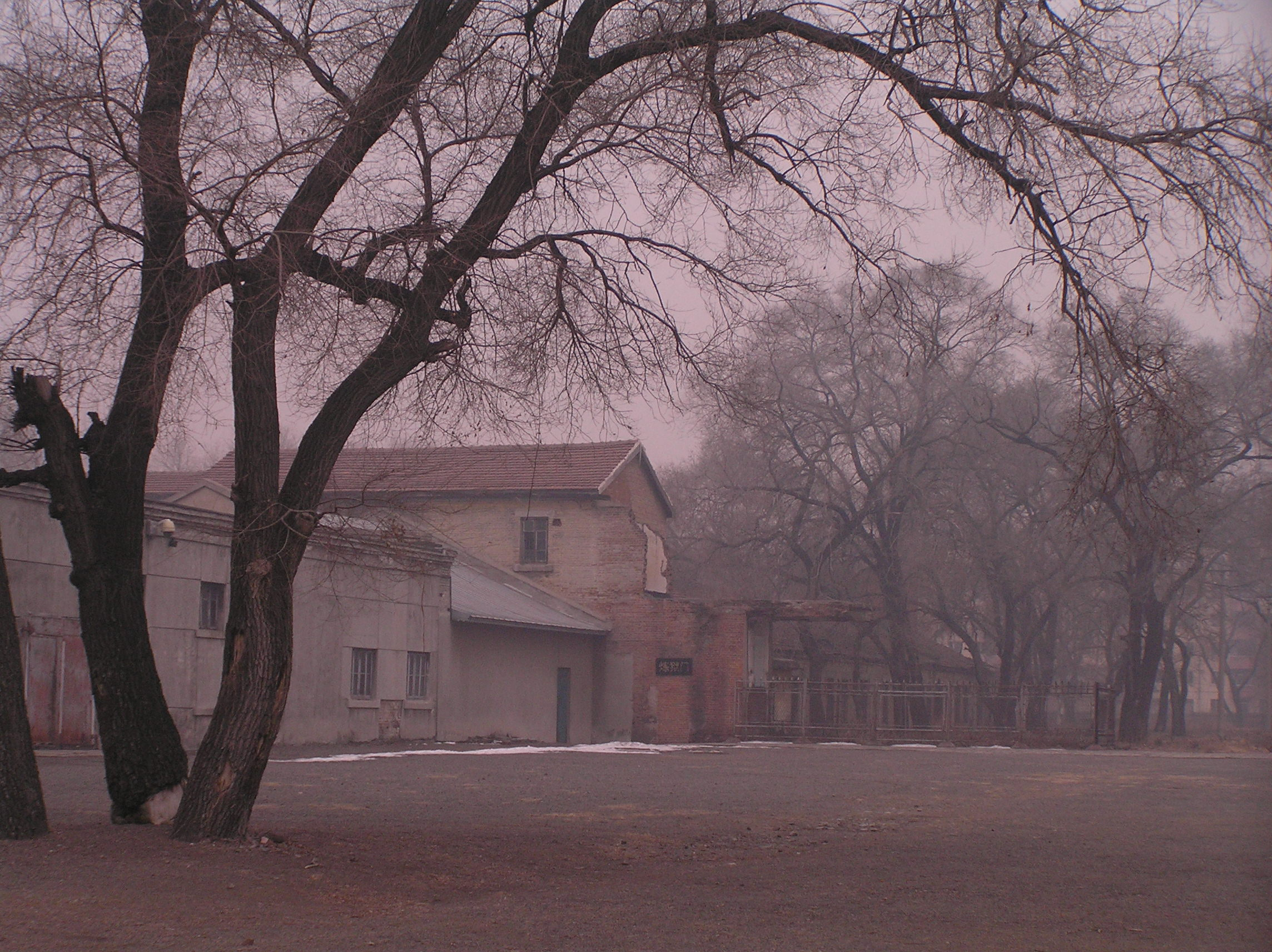
731部隊關東軍防疫給水部本部
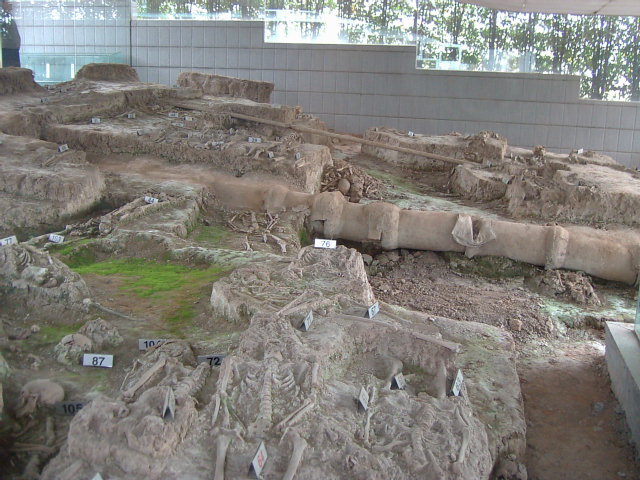
侵华日军南京大屠杀遇难同胞纪念馆
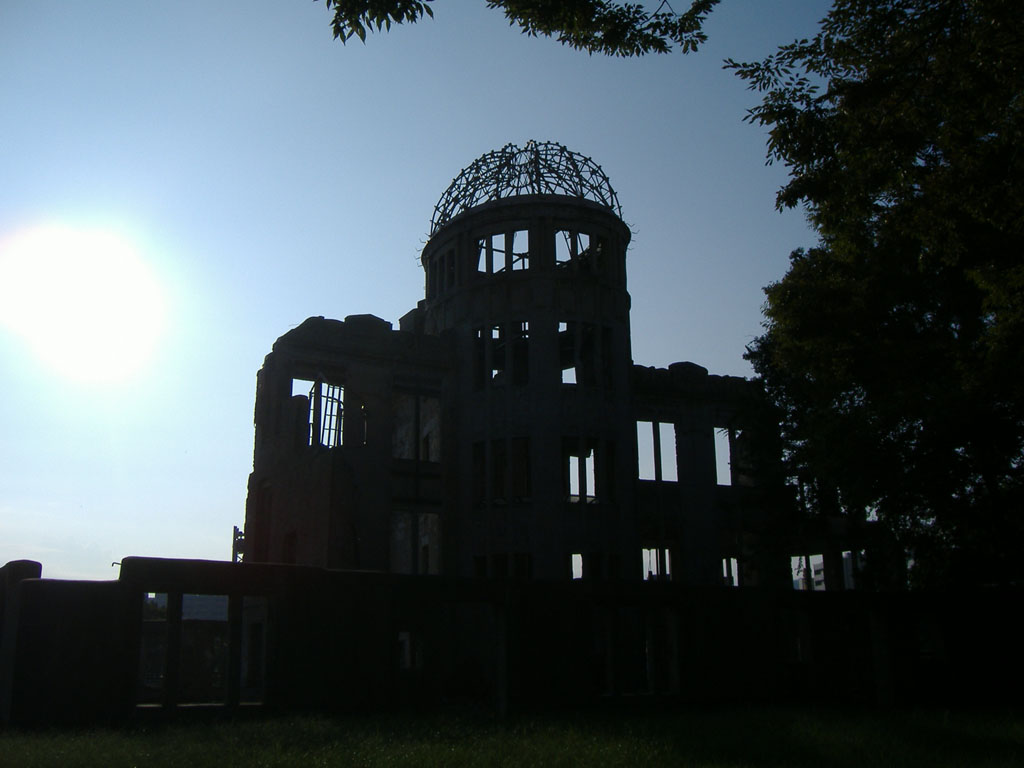
原爆穹頂
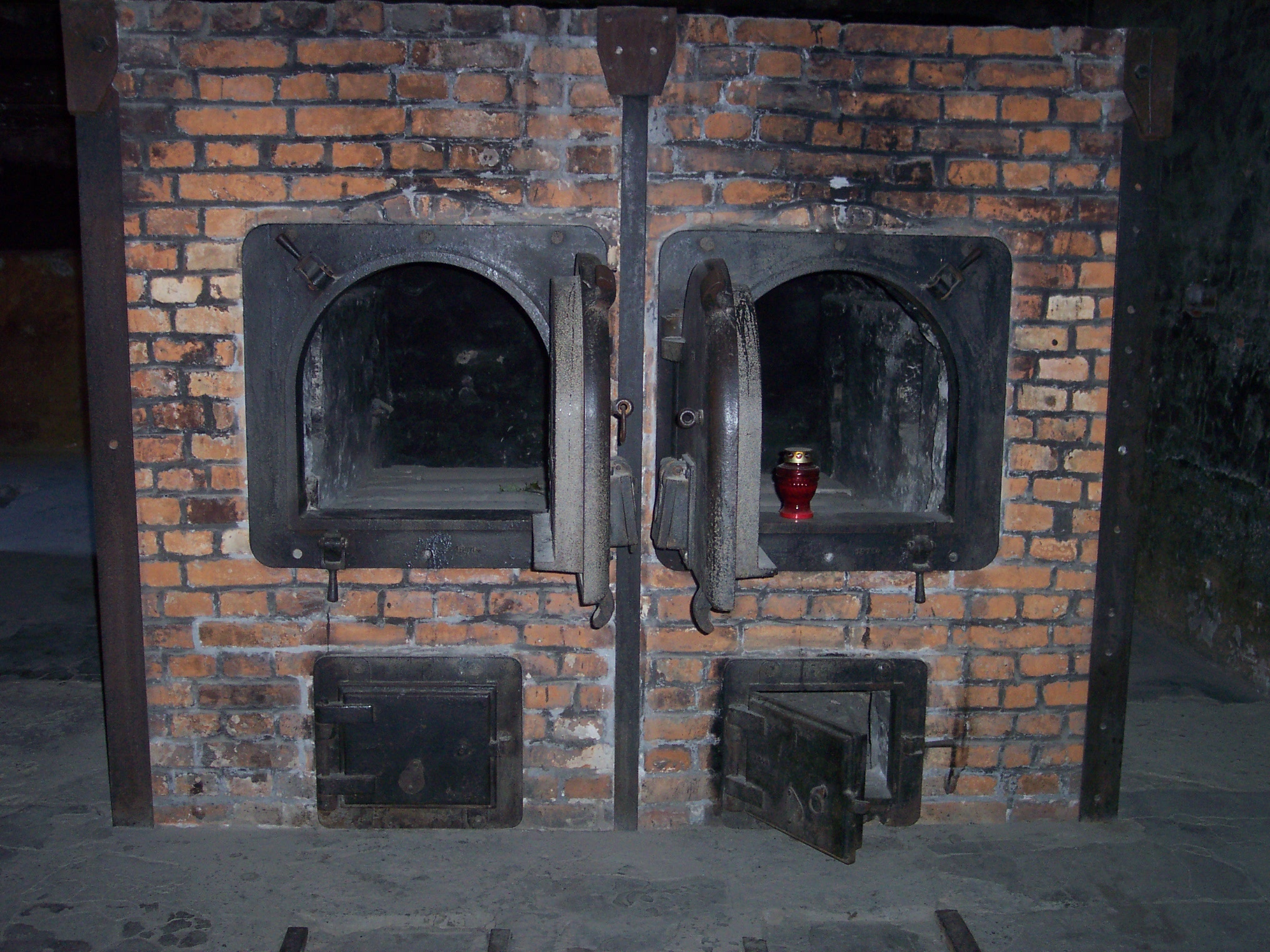
奥斯威辛集中营
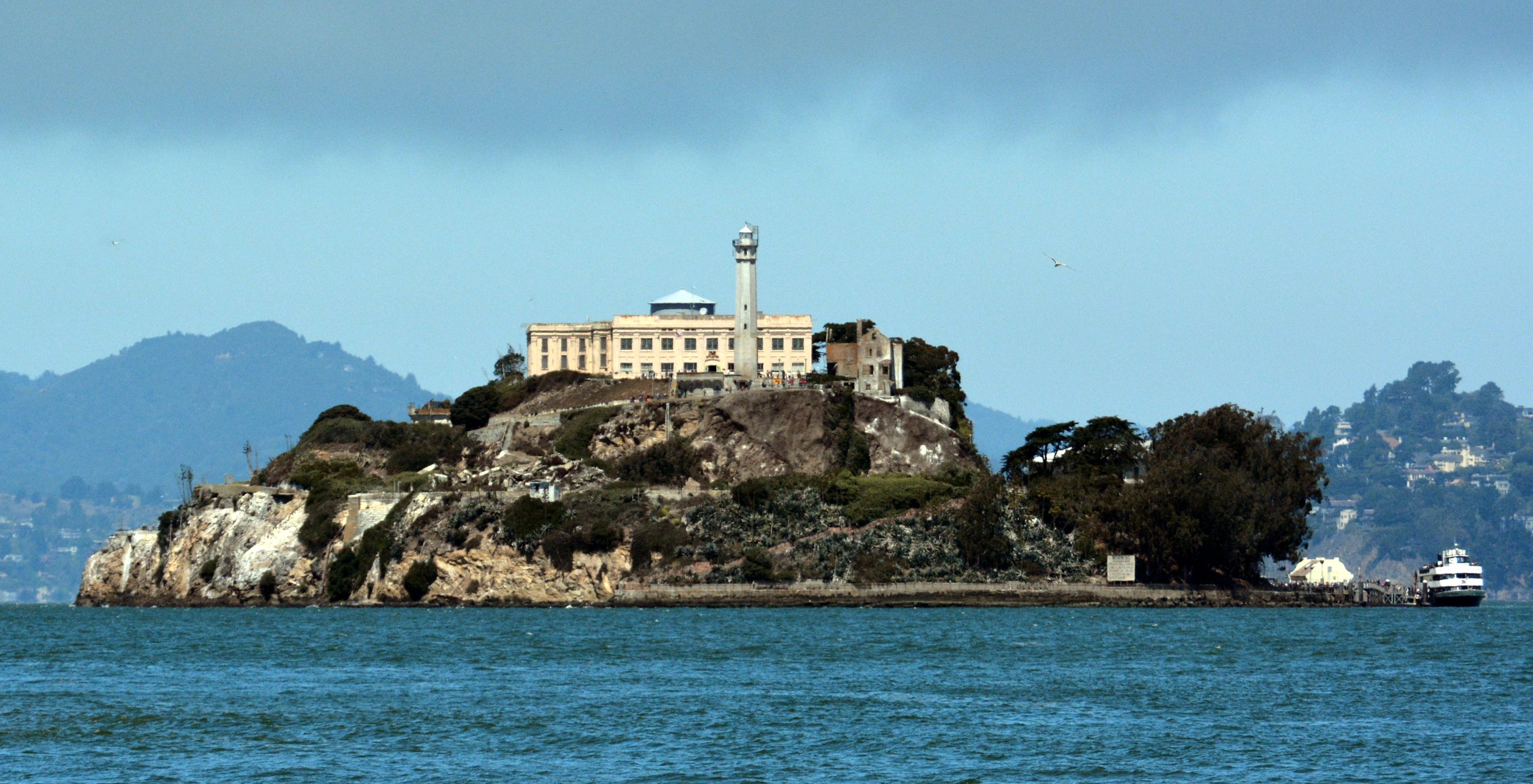
阿爾卡特拉斯島

## 批評
儘管在黑暗觀光中遊客能了解相關歷史，但這亦衍生了不少的道德問題。有些旅行社為了吸引更多遊客及增加收入，而歪曲甚至捏造事實，或者增加血腥因素以產生戲劇性效果。另外，有意見認為黑暗觀光是「消費死者」，甚至是「消費受難者的傷痛」。

## 文獻引用
- Elkington, Sam; Gammon, Sean (编). . New York, NY: Routledge. 2013. ISBN 978-0-415-82987-8 （英语）.
- Rojek, Chris. . London: Palgrave Macmillan. 1993. ISBN 978-0333475782 （英语）.

## 延伸閱讀
- 每週看戲俱樂部 | 黑暗觀光vs觀光暗黑 Dark Tourism and Touristic Darkness（页面存档备份，存于）
- 阿富汗振兴旅游"拉登山洞"成救命稻草 《大地纵横》 , 2005 (5)
- 黑色旅游探析（页面存档备份，存于）
- 中国黑色旅游市场分析与对策研究（页面存档备份，存于）
- 基于感应认知原理的汶川灾区黑色旅游资源开发探讨（页面存档备份，存于）
- 黑色旅游景点的植物景观营造手法——以侵华日军南京大屠杀遇难同胞纪念馆为例（页面存档备份，存于）